# Nuha (gudinna)
Nuha var solens gudinna i den nordarabiska mytologin. Hon ska ha dyrkats av nordarabiska stammar i en treenighet vid sidan av månguden Ruda och Venusplanetens gud Atarsamain.
I en akkadisk inskription från assyriska rikets tid beskrivs hon med epitetet "Den upphöjda solen"; något som också kan tyda på att hon även var visdomens gudinna. Enligt inskriptioner ansågs känslorna komma från Nuha.
Även i södra Arabien dyrkades en treenighet bestående av solen, månen och Venusplaneten, men där var namnen och till viss del kännetecken och tillbedjan annorlunda. Nuha motsvarades där av Shams. 